# Opční list
Opční list je cenný papír nesoucí právo na přednostní upsání emitovaných akcií nebo dluhopisů. Opční listy lze vydávat v listinné i zaknihované podobě a pouze jako cenné papíry na doručitele. Opční list upravuje Zákon o obchodních korporacích v §295 - §297. 

Opční list obsahuje: 
1. Označení, že se jedná o opční list
2. jednoznačnou identifikaci společnosti
3. Kolik akcií lze z opčního listu získat, jakou formu akcie mají a zda jde o akcie listinné nebo zaknihované, jmenovitou hodnotu akcií, název druhu nebo druhů akcií (má-li jich být vydáno více). V případě dluhopisů jejich počet, formu a jmenovitou hodnotu.
4. Dobu a podmínky pro uplatnění práva

Opční list vydaný v listinné podobě musí obsahovat, podpis nebo podpisy členů představenstva oprávněných jednat jménem společnosti a číselné označení akcie nebo dluhopisu, k nimž byl vydán. Podpis může být nahrazen otiskem, pokud jsou na listině ochraně prvky proti padělání a pozměnění.
Pokud vydala společnost opční listy v zaknihované podobě, podá osobě, která vede evidenci zaknihovaných cenných papírů, příkaz k vydání cenných papírů, bylo-li přednostní právo včas uplatněno a bez zbytečného odkladu po splnění podmínek pro vydání těchto cenných papírů, a současně podá příkaz ke zrušení opčních listů, z nichž bylo přednostní právo uplatněno. Po uplynutí lhůty pro vykonání přednostního práva podá společnost příkaz ke zrušení opčních listů, z nichž nebylo přednostní právo uplatněno.